# Jean-Michel Beuriot
Jean-Michel Beuriot, né le 7 août 1961 à Mons (province de Hainaut), est un dessinateur de bande dessinée belge, connu pour sa série Amours fragiles.

## Biographie
Jean-Michel Beuriot naît à Mons le 7 août 1961. Il est le fils d'une mère dessinatrice. Après ses humanités, il devient illustrateur publicitaire. Il obtient un diplôme en arts plastiques et devient illustrateur pour les éditions du Lombard. Son premier récit Berlin avant le Blocus sur un scénario de Philippe Richelle est publié dans Hello Bédé le 16 octobre 1990. Sa signature apparaît dans Vécu en 1992. Son premier album publié est Rebelle : Le Bruit des bottes (Glénat, 1992). En septembre 1994 débute la prépublication de Belle comme la mort dans (À suivre), le scénario est écrit par Philippe Richelle. En février 1997 débute toujours dans cette même revue la publication d'une nouvelle série Amours fragiles également scénarisée par Philippe Richelle. Cette série compte 9 volumes dont le dernier Crépuscule,,,, est publié en septembre 2023.
Parallèlement, Jean-Michel Beuriot enseigne la peinture et la bande dessinée,.

### Vie privée
Il vit et travaille à Bernissart.

## Œuvre

### Albums de bande dessinée

#### Rebelle
- Rebelle, scénario de Philippe Richelle, dessins de Jean-Michel Beuriot, Glénat, coll. « Grafica »

1. Le Bruit des bottes, 1992  (ISBN 2-7234-1480-9)[15]

#### Belle comme la mort
- Belle comme la mort[16],[17], scénario de Philippe Richelle, dessins de Jean-Michel Beuriot, Casterman, 1995  (ISBN 2-203-35912-9),Rééditions en 2015  (ISBN 978-2-203-09651-6) et 2018  (ISBN 978-2-203-16538-0).

#### Amours fragiles

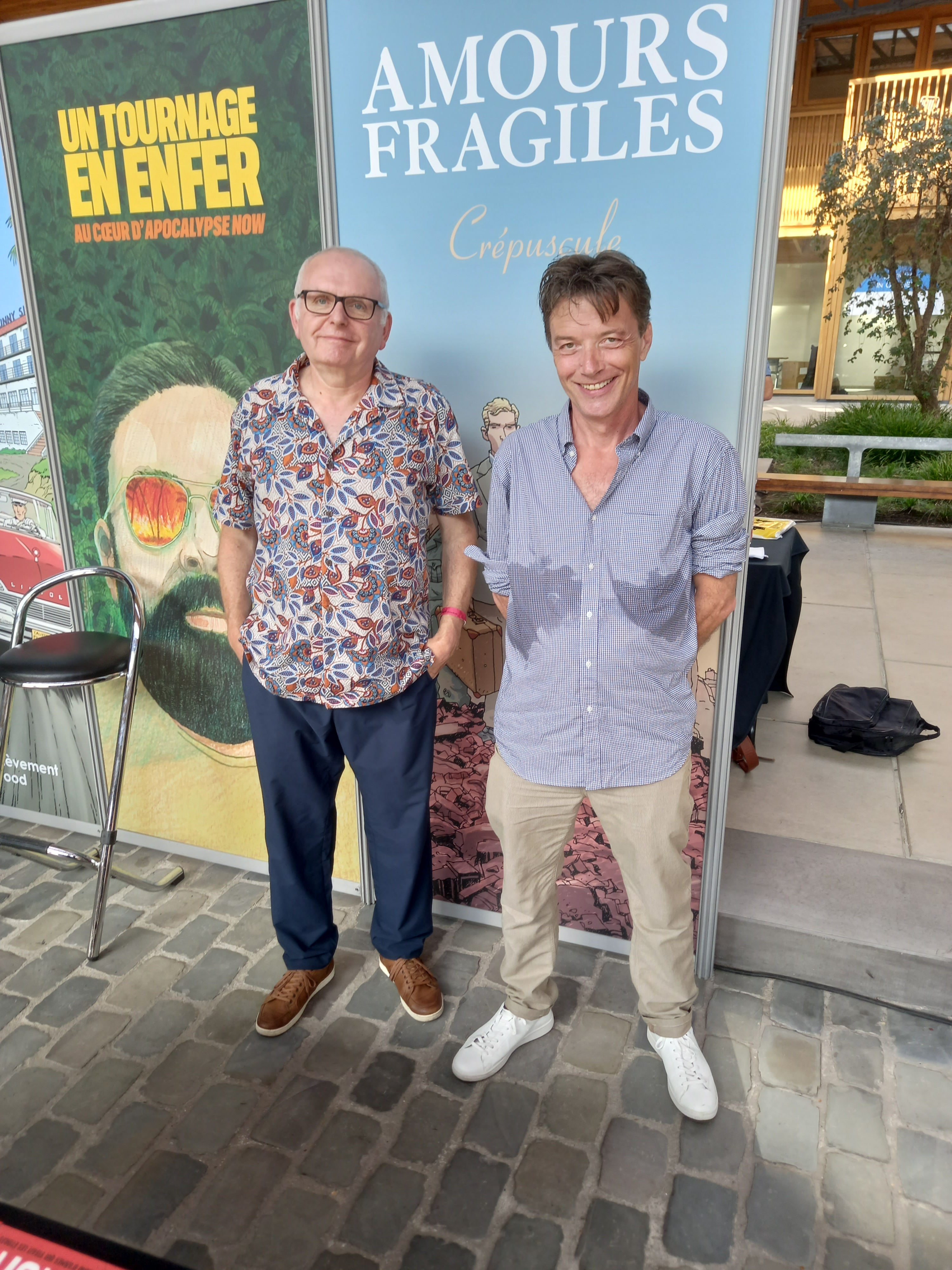
Jean-Michel Beuriot et Philippe Richelle au BD Comic Strip Festival 2023.

- Amours fragiles[18], scénario de Philippe Richelle, dessins de Jean-Michel Beuriot, Casterman
- 1. Le Dernier Printemps[19],[20],[21], Casterman, Bruxelles, mai 2001
Scénario : Philippe Richelle - Dessin : Jean-Michel Beuriot - Couleurs : Scarlett Smulkowski -  (ISBN 2-203-38896-X),Couverture : Denis Bodart. Réédition en 2014 avec un autre visuel de couverture  (ISBN 978-2-203-03611-6).
- 2. Un été à Paris[22],[23], Casterman, coll. « Un monde », Bruxelles, mars 2006
Scénario : Philippe Richelle - Dessin : Jean-Michel Beuriot - Couleurs : Scarlett Smulkowski -  (ISBN 2-203-38934-6)
- 3. Maria[24], Casterman, Bruxelles, août 2007
Scénario : Philippe Richelle - Dessin : Jean-Michel Beuriot - Couleurs : Scarlett Smulkowski -  (ISBN 978-2-203-39176-5)
- 4. Katarina[13],[25], Casterman, Bruxelles, 19 août 2009
Scénario : Philippe Richelle - Dessin : Jean-Michel Beuriot - Couleurs : Scarlett Smulkowski -  (ISBN 978-2-203-01222-6)
- 5. Résistance[26],[27], Casterman, Bruxelles, 26 octobre 2011
Scénario : Philippe Richelle - Dessin : Jean-Michel Beuriot - Couleurs : Dominique Osuch -  (ISBN 978-2-203-01223-3)
- 6. L'Armée indigne[28],[29], Casterman, Bruxelles, 27 novembre 2013
Scénario : Philippe Richelle - Dessin : Jean-Michel Beuriot - Couleurs : Dominique Osuch -  (ISBN 978-2-203-04737-2)
- 7. En finir[30]..., Casterman, Bruxelles, 30 septembre 2015
Scénario : Philippe Richelle - Dessin : Jean-Michel Beuriot - Couleurs : Domnok -  (ISBN 978-2-203-04738-9)
- 8. Le Pacte[31], Casterman, Bruxelles, 15 mars 2023
Scénario : Philippe Richelle - Dessin : Jean-Michel Beuriot - Couleurs : Domnok -  (ISBN 978-2-203-06222-1)
- 9. Crépuscule[7],[8],[9],[10],[11], Casterman, Bruxelles, 13 septembre 2023
Scénario : Philippe Richelle - Dessin : Jean-Michel Beuriot - Couleurs : Dominique Osuch -  (ISBN 9782203236714)
- Int. 1. Intégrale 1[32],[33], Casterman, Bruxelles, 28 mai 2025
Scénario : Philippe Richelle - Dessin : Jean-Michel Beuriot - Couleurs : Dominique Osuch -  (ISBN 978-2-203-29060-0)
- Int. 2. Intégrale 2, Casterman, Bruxelles, 10 septembre 2025
Scénario : Philippe Richelle - Dessin : Jean-Michel Beuriot - Couleurs : Scarlett Smulkowski -  (ISBN 978-2-203-29061-7)

#### Voltaire, le culte de l'ironie
- Voltaire, le culte de l'ironie[34],[35],[36],[37],[38], Casterman, Bruxelles, 21 août 2019
Scénario : Philippe Richelle - Dessin et couleurs : Jean-Michel Beuriot -  (ISBN 978-2-203-10079-4)

### Expositions
- Amours Fragiles, Galerie Paris-Bruxelles du 13 au 30 novembre 2013[39] ;
- Expo-dédicace à la librairie Brüsel pour Voltaire, le culte de l'ironie, vernissage le 6 septembre 2019[40] ;
- Amours fragiles dans la tourmente, galerie Champaka du 29 octobre au 14 novembre 2020[41].
- Les liens indestructibles : une histoire d’amour en 40-45, galerie Champaka, Bruxelles, du 12 octobre au 4 novembre 2023[42],[14].

## Récompenses
- 2001 :  prix Bédélys Monde pour Amours fragiles, t. 1 : Le Dernier Printemps (avec Philippe Richelle)[43],[44] ;
- 2002 :  prix du jury œcuménique de la bande dessinée pour Amours fragiles, t. 1 : Le Dernier Printemps (avec Philippe Richelle)[44] ;
- 2007 :  prix Bulle d'Or de Brignais pour l'ensemble de la série Amours fragiles[45] ;
- 2014 :  prix Thema, Festival de bande dessinée de Knokke-Heist (nl) à Knokke-Heist[46] ;
- 2016 :  prix Diagonale de la meilleure série, avec Philippe Richelle, pour Amours fragiles[47] ;
- 2020 :  prix Montesquieu spécial BD pour Voltaire, le culte de l'ironie[48],[49],[50],[51].

#### Livres
: document utilisé comme source pour la rédaction de cet article.
- Jacques Fiérain, « Beuriot, Jean-Michel », dans La BD dans la province du Hainaut, Charleroi, Éd. l'Âge d'or, septembre 2006, 96 p., ill. ; 31 cm (ISBN 9782960046458 et 2960046455, OCLC 469651838, présentation en ligne), p. 6. .
- Philippe Mellot, Michel Denni, Laurent Turpin et Isabelle Morzadec, Trésors de la bande dessinée : BDM 2021-2022 - Catalogue encyclopédique et Argus, Paris, Les Arènes, novembre 2020, 22e éd., 1700 p., ill. ; 23 cm (ISBN 9791037502582, OCLC 1240308146, présentation en ligne), p. 123, 951, 1296. .

#### Ouvrages pédagogiques
- Philippe Richelle et Jean-Michel Beuriot et après-texte établis par Philippe Tomblaine, Amours fragiles : Le Dernier Printemps, Paris, Magnard, 2010, 111 p., ill. (ISBN 978-2-210-76159-9, OCLC 716998751), p. 106-108. .

#### Périodiques
- Philippe Richelle et Jean-Michel Beuriot (interviewés par Paul Giner), « Case à case : Quand Voltaire sentait le roussi - Entretien avec Philippe Richelle et Jean-Michel Beuriot », Casemate, no 127,‎ juillet-août 2019 (ISSN 1964-504X).
- Philippe Richelle et Jean-Michel Beuriot (interviewés par Philippe Peter), « Clap de fin : Amours fragiles », dBD, no 177,‎ octobre 2023, p. 42-47 (ISSN 1951-4050).

#### Articles
- Patrick Pinchart, « Les Bédélys ont été remis à Montréal », ActuaBD,‎ 11 décembre 2001 (lire en ligne, consulté le 13 juin 2022)
- Jean-Michel Beuriot et Philippe Richelle (interviewés par Morgan Di Salvia), « Beuriot et Richelle : « La banalité est beaucoup plus terrifiante que l’horreur exubérante et débridée » », ActuaBD,‎ 3 septembre 2009 (lire en ligne, consulté le 29 novembre 2022)
- « Exposition/Vente. J-M. Beuriot. "Amours Fragiles" », ActuaBD,‎ 13 novembre 2013 (lire en ligne, consulté le 13 juin 2022)
- « Félicitations Didier Quella-Guyot ! », BDzoom,‎ 18 mai 2016 (lire en ligne, consulté le 12 juin 2022)
- Mathieu Van Overstraeten, chroniqueur BD sur La Une, « Double dose de Voltaire », AGE-BD,‎ 8 septembre 2009 (lire en ligne, consulté le 13 juin 2022)
- Jean-Michel Beuriot (Pierre Burssens), « Entretien avec Philippe Richelle et Jean-Michel Beuriot », Auracan,‎ 2 octobre 2019 (lire en ligne, consulté le 12 juin 2022)
- Jean-Michel Beuriot (Alexis Seny), « De Funès aurait pu incarner le Voltaire de Philippe Richelle et Jean-Michel Beuriot: « Il était assez gesticulant, très expressif » », Branchés culture,‎ 11 octobre 2019 (lire en ligne, consulté le 12 juin 2022)
- Christian Missia Dio, « Jean-Michel Beuriot : "Voltaire était un homme de son époque qui a combattu son époque" », ActuaBD,‎ 11 octobre 2019 (lire en ligne, consulté le 11 juin 2022)
- « Jean-Michel Beuriot - Présentation et Biographie », Artmajeur,‎ 25 mai 2022 (lire en ligne, consulté le 13 juin 2022).

### Vidéographie
- [vidéo] « Jean Michel Beuriot, Voltaire le culte de l'ironie », sur YouTube, 11 août 2021
- [vidéo] « Derrière la palette ... Jean-Michel Beuriot et Philippe Richelle », sur YouTube, 14 mars 2023